# Funció definida a trossos

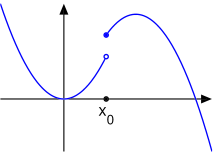
Una funció definida a trossos a partir de funcions quadràtiques al voltant de x_{0}.

Gràfica de la funció valor absolut

En matemàtiques, una funció definida a trossos f(x) d'una variable real x és una funció amb una definició diferent en diferents subconjunts disjunts del seu domini. A aquestes funcions també s'anomenen funcions definides per intervals.
Un exemple molt conegut de funció definida a trossos és el valor absolut. La funció valor absolut per valors reals es pot definir com el mateix valor quan aquest valor és positiu, i canviant-li el signe si és negatiu. Formalment: 
{\displaystyle |x|={\begin{cases}-x&{\text{si }}x<0\\x&{\text{si }}x\geq 0\end{cases}}}
La funció de la figura, que és discontínua a x0, és un altre exemple de funció definida a trossos. La funció esglaó també ho és (és una funció discontínua al zero).
Es pot emprar el terme a trossos per referir-nos a propietats d'una funció definida a trossos. Per exemple, una funció pot ser derivable a trossos. Les funcions definides a trossos es diu que són funcions lineals a trossos quan les diferents expressions que les defineixen són lineals. Aquest és el cas de la funció valor absolut.

## Continuïtat
La continuïtat d'una funció definida a trossos depèn de la continuïtat de les funcions de les quals està composta aquesta. A més a més, els extrems dels intervals de definició són possibles punts de discontinuïtat. La funció és contínua en aquests punts si els límits laterals coincideixen.